# Quittengo
Quittengo (Chitent in piemontese) è un centro abitato del comune di Campiglia Cervo nella provincia di Biella, in Piemonte.
Fino al 31 dicembre 2015 ha costituito assieme alle frazioni di Balma, Bogna, Orio Mosso, Rialmosso, Roreto, Sassaia e Tomati, un comune autonomo di 220 abitanti, che confinava con i comuni di Campiglia Cervo, Mosso, Sagliano Micca, San Paolo Cervo e Veglio.

## Geografia fisica
Quittengo è situato sul versante esposto a sud-ovest dell'alta Valle Cervo.
- Classificazione sismica: zona 4 (sismicità molto bassa)[4]

## Origini del nome
Il nome del comune deriverebbe dalla radice pre-indoeuropea quit (balcone erboso, luogo soleggiato), alla quale fu aggiunta la desinenza germanica -engo ("luogo fortificato sede di una piccola guarnigione").

## Storia

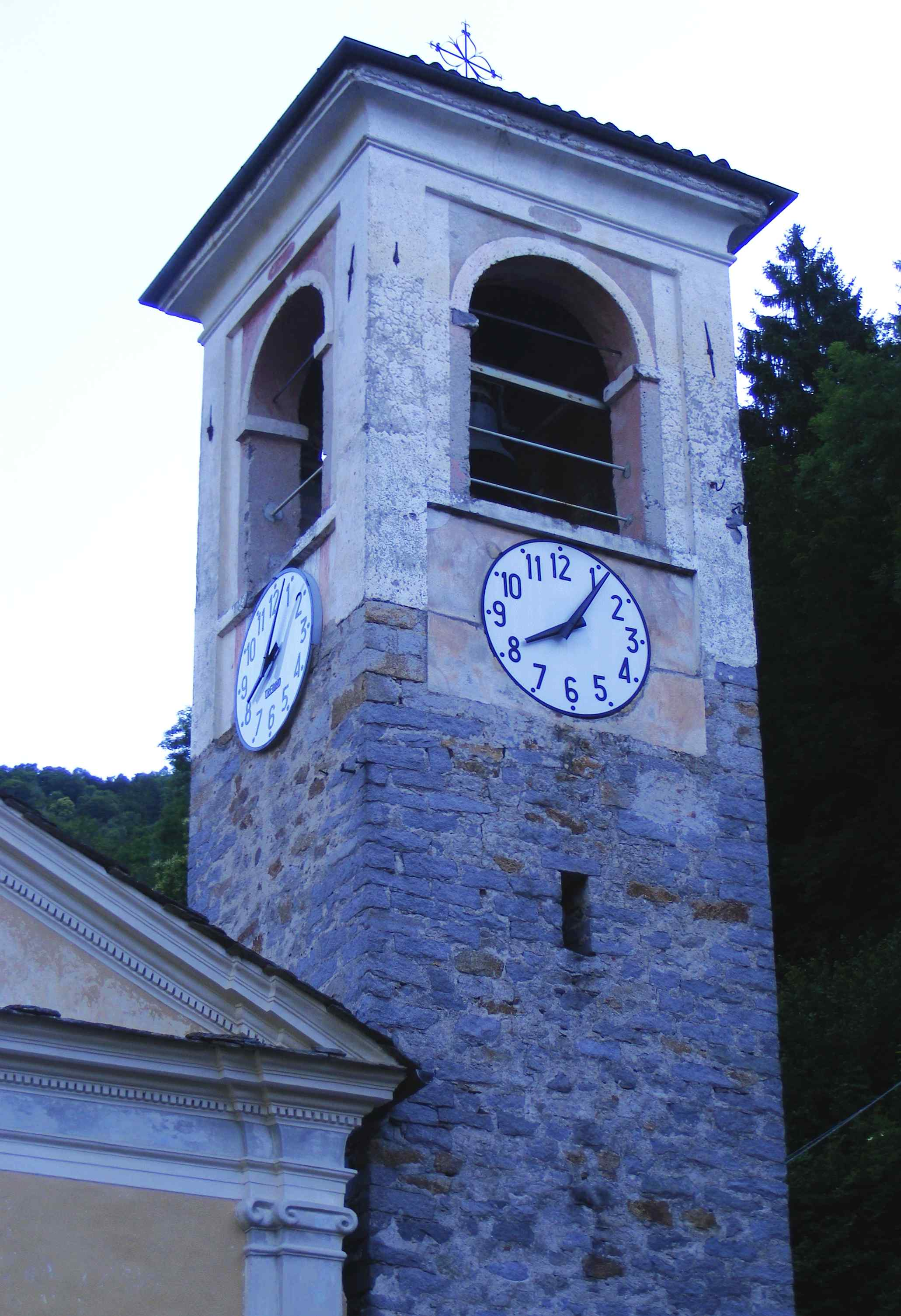
Il campanile del paese

Il paese ricadeva un tempo tra gli alpeggi di Andorno (al tempo denominata Cacciorna). Nel 1694 avvenne il distacco dell'alta Valle del Cervo da Andorno; inizialmente il capoluogo fu Campiglia Cervo, ma il nuovo comune si frazionò ulteriormente nel 1700 dando origine, tra gli altri, al comune di Quittengo.
Le principali attività degli abitanti, oltre ad allevamento e agricoltura, erano l'edilizia e la lavorazione della pietra; a partire dalla fine del medioevo molti tra essi emigravano oltralpe come scalpellini o muratori.
All'inizio del XIX secolo alla frazione Balma (nei pressi del torrente Cervo) il comune di Torino iniziò ad estrarre la sienite, attività che con il tempo crebbe e fu regolata dal comune di Quittengo tramite un sistema di appalti; nel 1891 venne costruita la ferrovia Biella-Balma, una linea a scartamento ridotto che rimase in attività fino al 1958.

Dal primo gennaio 2016 Quittengo fa parte del comune di Campiglia Cervo.

L'intera popolazione della frazione di Orio Mosso nel 1961: 11 abitanti

## Società

### Evoluzione demografica
Abitanti censiti

## Amministrazione

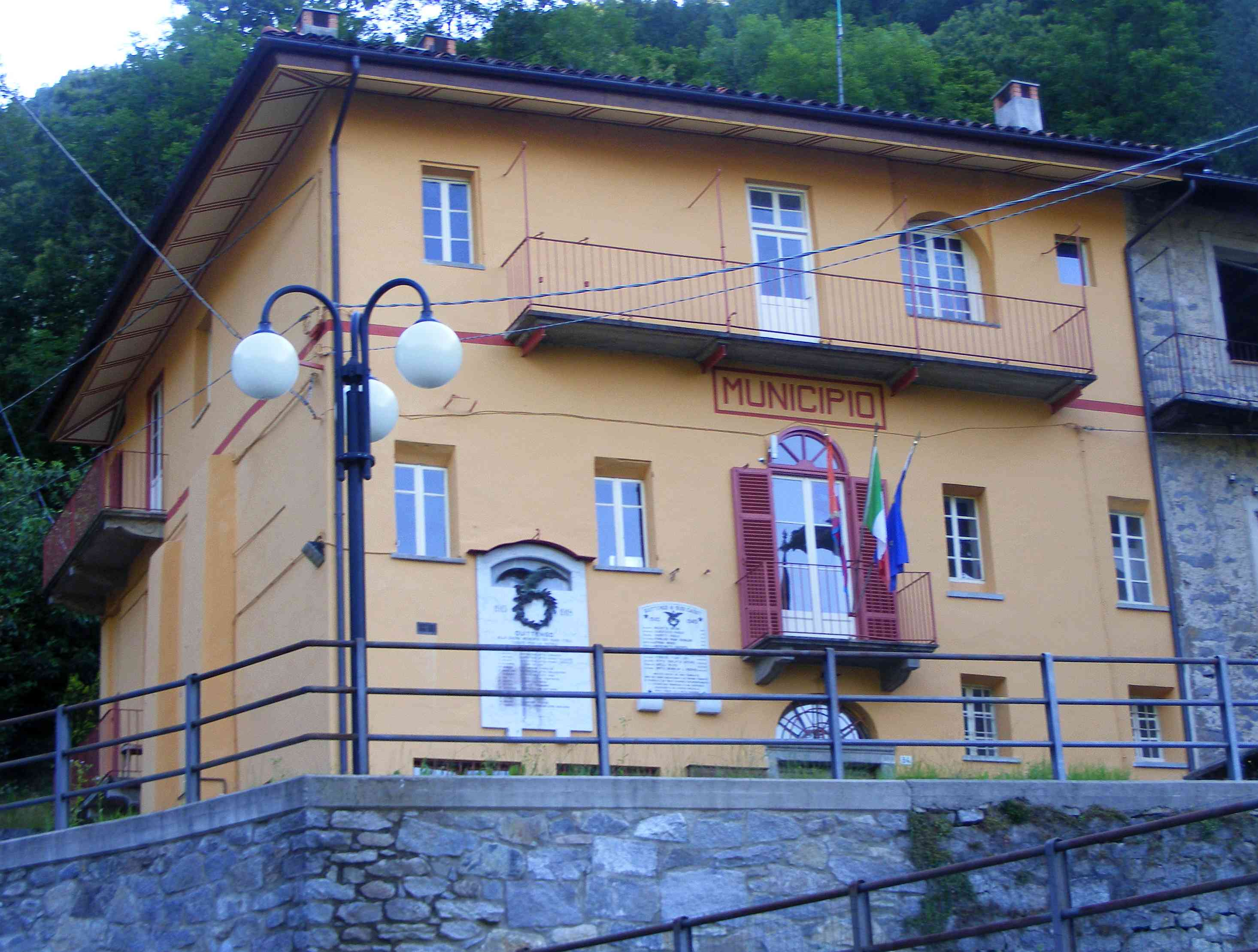
Il municipio

| Periodo | Periodo            | Primo cittadino   | Partito                              | Carica  | Note       |
| ------- | ------------------ | ----------------- | ------------------------------------ | ------- | ---------- |
| 2004    | 2009               | Carlo Penna       | lista civica                         | Sindaco |            |
| 2009    | 2014               | Giovanni Machetti | lista civica Per la Bursch Quittengo | Sindaco |            |
| 2014    | primo gennaio 2016 | Giovanni Machetti | lista civica Per la Bursch           | Sindaco | II mandato |

### Gemellaggi
Quittengo è gemellata con:
- Castelmagno  Italia dal 1975.[9]

### Altre informazioni amministrative
Quittengo fece parte a cominciare dal 1973 della Comunità montana Alta Valle Cervo assieme ai comuni di Piedicavallo, Rosazza, Campiglia Cervo e San Paolo Cervo. Tale comunità montana fu in seguito accorpata dalla Regione Piemonte con la Comunità montana Bassa Valle Cervo, andando a formare la Comunità Montana Valle Cervo.

## Infrastrutture e trasporti
Fra il 1891 e il 1958 in località Balma sorgeva la stazione capolinea settentrionale della ferrovia Biella-Balma, che al movimento passeggeri affiancava un consistente traffico merci generato dalle cave di sienite ivi presenti.

## Economia

### Industria
Nei pressi del paese è presente una centrale idroelettrica per la produzione di energia.